# Bill Minco

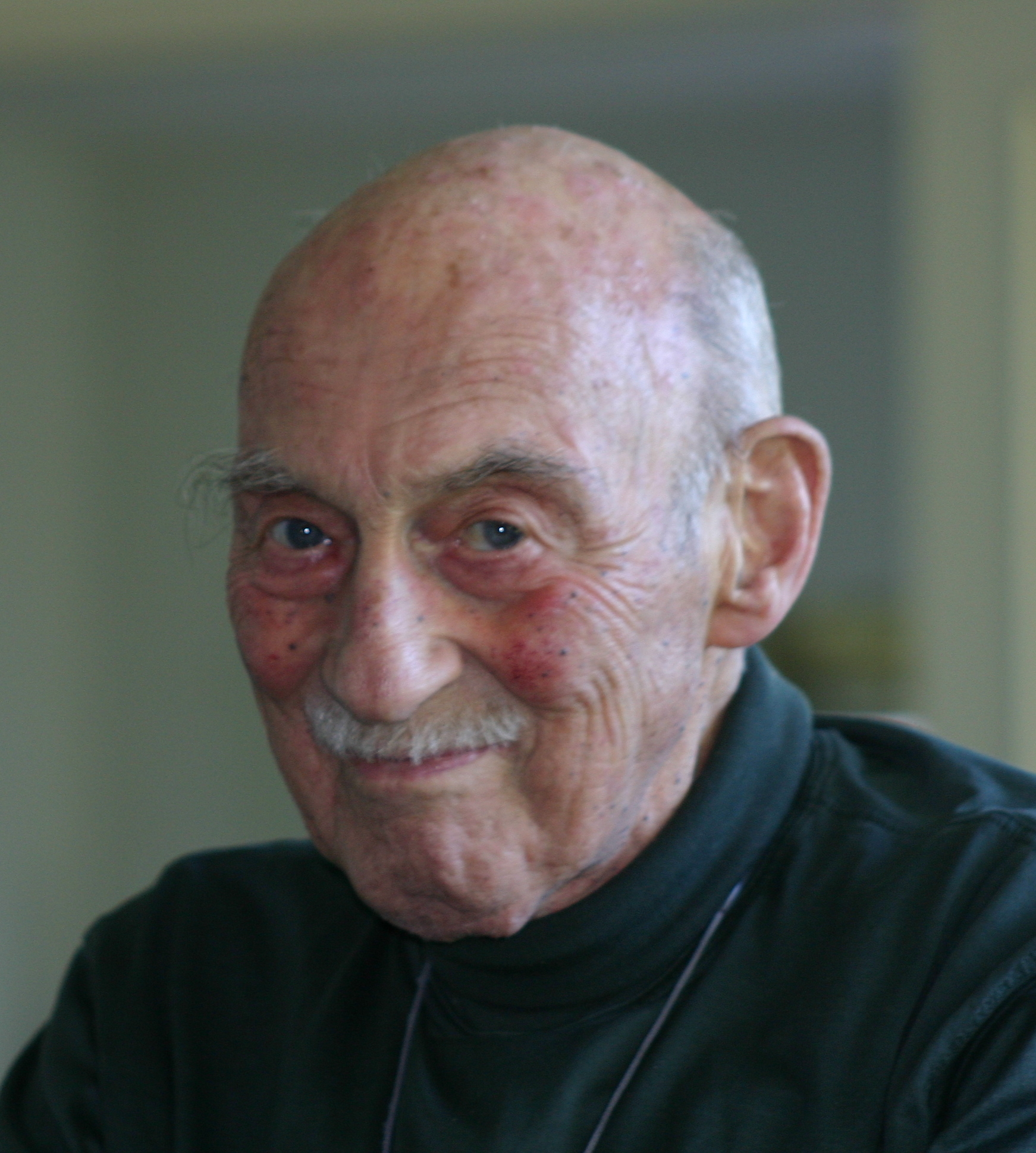
Bill Minco (2005)

Sebil „Bill“ Minco (* 21. Mai 1922 in Almelo; † 5. Mai 2006 in Hilversum) war ein niederländischer Widerstandskämpfer während der deutschen Besatzung im Zweiten Weltkrieg und späterer Kommunalpolitiker.

## Leben

### Besatzung und Haft
Bill Minco entstammte einer jüdischen Familie, die ein Unternehmen für Herrenkonfektion betrieb, für die der Vater als Vertreter tätig war. Er wuchs in Almelo, Groningen und Rotterdam auf. Er war noch Schüler, als er sich nach der Bombardierung von Rotterdam 1940, die er vom Dach seiner Schule aus beobachtet hatte, dem Widerstand gegen die deutschen Besatzer anschloss. Am 7. Januar 1941 wurde er, im Alter von 18 Jahren, von den Deutschen verhaftet, da er Zeichnungen von militärischen Einrichtungen rund um Rotterdam erstellt habe, und im Oranjehotel inhaftiert. Am 4. März desselben Jahres wurde er gemeinsam mit 17 anderen Männern von der Gruppe der Geuzen zum Tode verurteilt. Diese Gruppe wurden später von Jan Campert in dem Gedicht De achttien doden literarisch verewigt. Da Minco noch minderjährig war, wurde seine Todesstrafe in lebenslänglich umgewandelt. Offenbar hat er jedoch der Erschießung der 17 anderen Männer auf der Waalsdorpervlakte als Augenzeuge beigewohnt, da er diese in seinen Erinnerungen schildert.

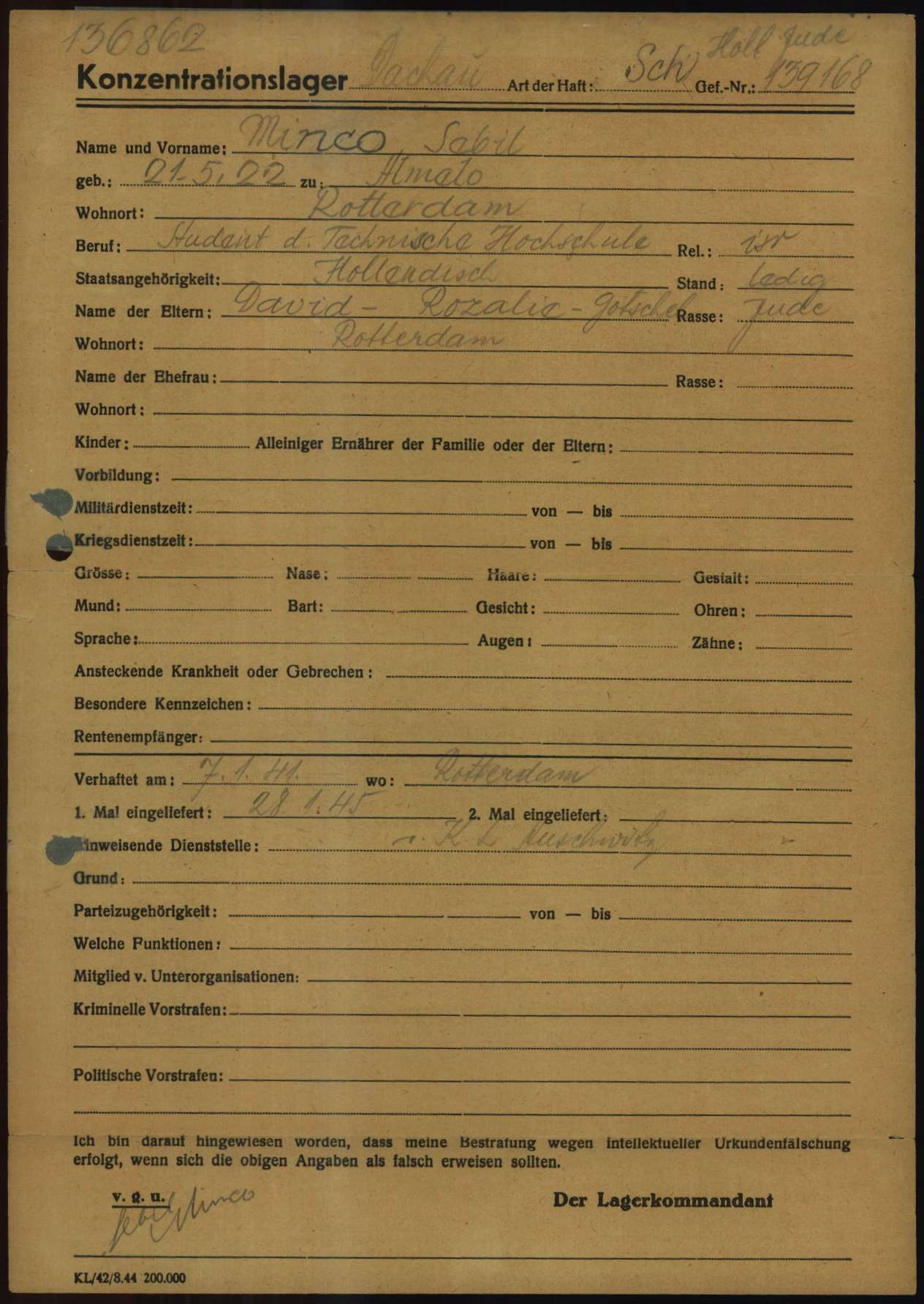
Anmeldeformular von Bill Minco als Gefangener im nationalsozialistischen Konzentrationslager Dachau

Minco wurde in mehreren Konzentrationslagern – Mauthausen, Auschwitz und Dachau – gefangen gehalten; 18 Monate musste er im Zuchthaus Untermaßfeld nahe Meiningen (Thüringen) in Einzelhaft verbringen und lernte in dieser Zeit Goethes Faust auswendig. Dass er das Kriegsende überlebte, schrieb er der Tatsache zu, dass er nicht als Jude, sondern als politischer Gefangener angesehen wurde, sowie der Unterstützung durch den Rotterdamer Boxer Leen Sanders: “Dat ik Auschwitz en de te volgen periode overleefde, heb ik te danken aan de Rotterdamse bokser Leen Sanders, die dankzij een boksende SS-er enigszins een uitzonderingspositie innam, en die mij als mede-Rotterdammer bij voortduring de hand boven het hoofd hield.” (deutsch: „Dass ich Auschwitz und die folgende Zeit überlebt habe, verdanke ich dem Rotterdamer Boxer Leen Sanders, der dank eines boxenden SS-Mannes eine etwas außergewöhnliche Position einnahm und fortdauernd seine schützende Hand über mich hielt.“) In Mauthausen gehörte er zu den insgesamt acht Juden, die die dortige Gefangenschaft überlebten.
Anschließend wurde Minco wegen einer Tuberkulose in einem Lazarett in Davos untergebracht. Vermutlich dort verfasste er das Buch Koude voeten, begenadigd tot levenslang, in dem er über seine Zeit im Widerstand und den Konzentrationslagern berichtete. Das Buch wurde 1997 in einer überarbeiteten Fassung erstmals publiziert. Der Buchtitel spielt darauf an, dass Minco aufgrund der Erkrankungen während seiner Gefangenschaft fortan immer kalte Füße hatte.

### Nach dem Krieg

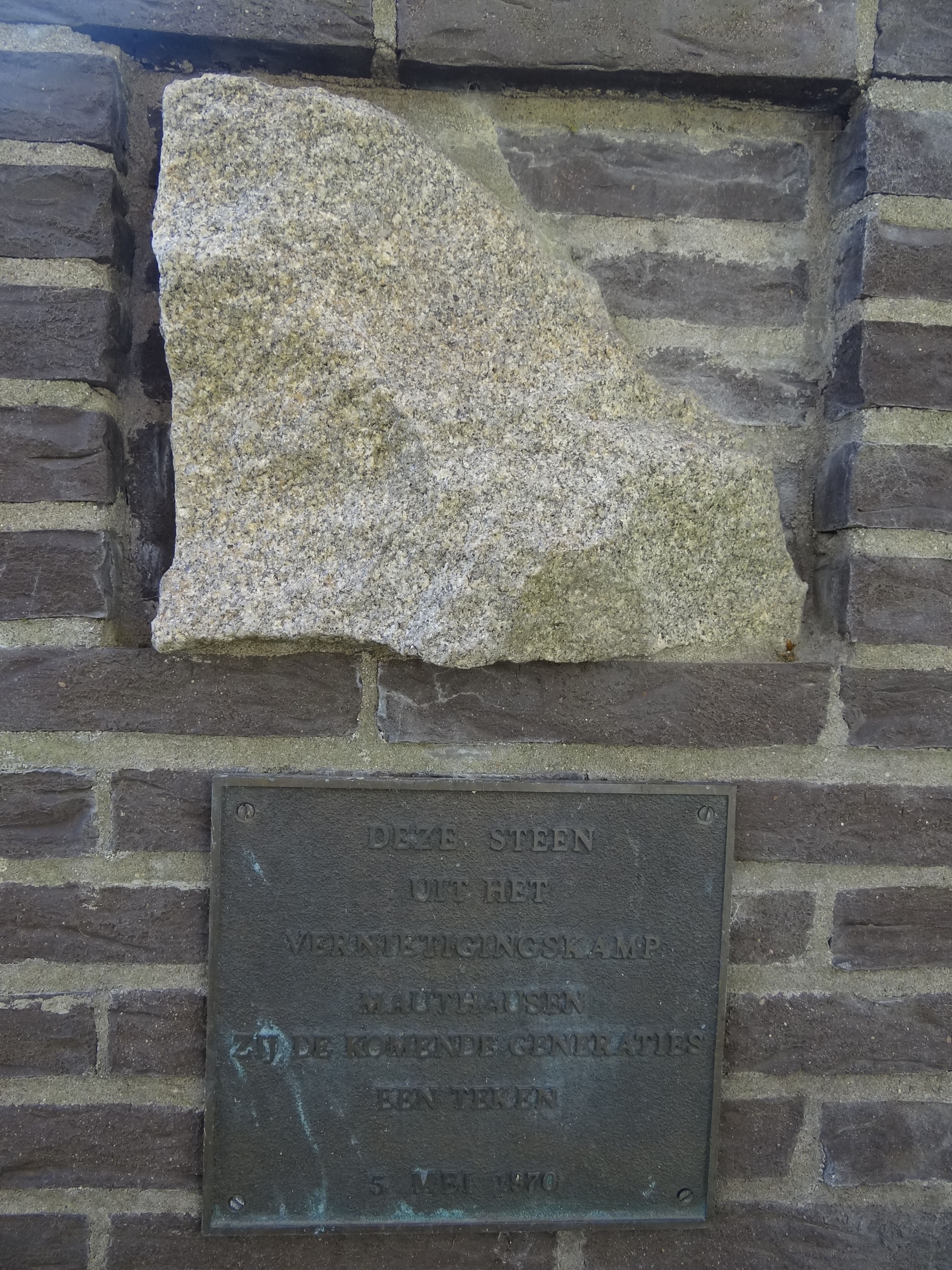
Diesen Stein brachte Minco aus Mauthausen mit.

Nach dem Krieg engagierte sich Bill Minco bei der Gründung der Stiftung Geuzenverzet, deren Vorsitzender er auch war, in der Stiftung Oranjehotel und für das Nationaal Oorlogs- en Verzetsmuseum in Overloon. Sein ganzes Leben lang setzte er sich dafür ein, die Erinnerung an den Zweiten Weltkrieg am Leben zu erhalten, aber auch für die Versöhnung zwischen Deutschen und Niederländern, wofür er 1999 mit dem Bundesverdienstkreuz Erster Klasse ausgezeichnet wurde, das ihm von Botschafter Eberhard von Puttkamer überreicht wurde. 1995 begleitete er Königin Beatrix und Prinz Claus zur Feier des 50. Jahrestages der Befreiung von Auschwitz. Auch war er politisch in der Volkspartij voor Vrijheid en Democratie aktiv und saß von 1957 bis 1982 im Gemeinderat von Hilversum. Von 1978 bis 1982 war er städtischer Beigeordneter für Finanzen, Wirtschaft und Sport. Beruflich betrieb er erfolgreich ein Bettengeschäft.
Minco ließ testamentarisch bestimmen, dass seine Asche auf der Waalsdorpervlakte verstreut werde. In Vlaardingen ist ein Platz nach ihm benannt, und in Hilversum ist auf dem Friedhof „Gedenkt te Sterven“ ein Stein zu sehen, den er von den Steinbrüchen von Mauthausen mitbrachte, wo er selbst Zwangsarbeit leisten musste. Seit 2012 wird in Hilversum am 4. Mai, dem niederländischen Volkstrauertag, eine Bill Minco-lezing durchgeführt, bei der Menschen aus Hilversum von ihren Erlebnissen aus der Besatzungszeit berichten.

## Familie
Bill Minco war ein Cousin 2. Grades der Schriftstellerin Marga Minco.